# La Malachère
La Malachère ist eine Gemeinde im französischen Département Haute-Saône in der Region Bourgogne-Franche-Comté.

## Geographie
La Malachère liegt auf einer Höhe von 285 m über dem Meeresspiegel, vier Kilometer nördlich von Rioz und etwa 24 Kilometer nördlich der Stadt Besançon (Luftlinie). Das ehemalige Straßenzeilendorf erstreckt sich im Süden des Departements, im nördlichen Abschnitt des Plateaus von Rioz, in den Anhöhen der Grands Bois.
Die Fläche des 5,46 km² großen Gemeindegebiets umfasst einen Abschnitt der gewellten Landschaft zwischen den Flusstälern von Ognon im Süden und Saône im Nordwesten. Der Hauptteil des Gebietes wird vom Plateau von Rioz eingenommen, das durchschnittlich auf 280 m liegt. Es besteht aus einer Wechsellagerung von kalkigen und sandig-mergeligen Schichten aus der oberen Jurazeit und wird nach Süden zur Buthiers entwässert. Das Plateau ist überwiegend mit Acker- und Wiesland bestanden. Im Nordwesten reicht der Gemeindeboden bis auf die Höhe des Bois des Rêpes, auf der mit 380 m die höchste Erhebung von La Malachère erreicht wird. Nach Osten erstreckt sich das Areal in die Grands Bois, ein ausgedehntes Waldgebiet (bis 340 m), welches das Plateau von Rioz vom Tal der Quenoche trennt.
Nachbargemeinden von La Malachère sind Hyet im Norden, Quenoche im Osten sowie Traitiéfontaine und Rioz im Süden und Westen.

## Geschichte
Erstmals urkundlich erwähnt wird La Malachère im Jahr 1235 unter dem Namen Mereschyere. Im Lauf der Zeit wandelte sich die Schreibweise über Maleschiere (1274),  La Malechiere (1591) und La Mallechere (1614) zum heutigen Namen, der seit 1700 überliefert ist. Der Ortsname geht auf das altfranzösische Wort mareschiere (Moor, Sumpf) zurück.
Im Mittelalter gehörte La Malachère zur Freigrafschaft Burgund und darin zum Gebiet des Bailliage d’Amont. Der Baronie Fondremand oblag die lokale Herrschaft über das Dorf. Zusammen mit der Franche-Comté gelangte La Malachère mit dem Frieden von Nimwegen 1678 definitiv an Frankreich. Heute ist La Malachère Mitglied des 33 Ortschaften umfassenden Gemeindeverbandes Communauté de communes du Pays Riolais. Kirchlich gehört es zu Rioz.

## Sehenswürdigkeiten
Zu den Sehenswürdigkeiten des Dorfes zählen die Fontaine du Centre, ein 1832 erbauter überdachter Rundbrunnen mit vier Arkadenbögen, die Fontaine du Haut von 1831 mit fünf Arkadenbögen sowie ein Calvaire von 1708.

## Bevölkerung
| Jahr                       | 1962 | 1968 | 1975 | 1982 | 1990 | 1999 |
| Einwohner                  | 119  | 114  | 129  | 127  | 171  | 194  |
| Quellen: Cassini und INSEE |      |      |      |      |      |      |

Mit 194 Einwohnern (1999) gehört La Malachère zu den kleinen Gemeinden des Département Haute-Saône. Nachdem die Einwohnerzahl in der ersten Hälfte des 20. Jahrhunderts deutlich abgenommen hatte (1896 wurden noch 189 Personen gezählt), wurde seit Beginn der 1980er Jahre wieder ein kontinuierliches Bevölkerungswachstum verzeichnet.

## Wirtschaft und Infrastruktur
La Malachère war bis weit ins 20. Jahrhundert hinein ein vorwiegend durch die Landwirtschaft (Ackerbau, Obstbau und Viehzucht) und die Forstwirtschaft geprägtes Dorf. Heute gibt es einige Betriebe des lokalen Kleingewerbes. In den letzten Jahrzehnten hat sich das Dorf zu einer Wohngemeinde gewandelt. Viele Erwerbstätige sind deshalb Wegpendler, die in den größeren Ortschaften der Umgebung und in der Agglomeration Besançon ihrer Arbeit nachgehen.
Die Ortschaft ist verkehrstechnisch gut erschlossen. Sie liegt an der Hauptstraße N57, die von Besançon nach Vesoul führt. Weitere Straßenverbindungen bestehen mit Trésilley und Hyet.